# Trochomeria sagittata
Trochomeria sagittata là một loài thực vật có hoa trong họ Cucurbitaceae. Loài này được Cogn. miêu tả khoa học đầu tiên.